# Le plus beau jour de ma vie
A Le plus beau jour de ma vie (magyarul: Életem legszebb napja) egy dal, amely Belgiumot képviselte az 1956-os Eurovíziós Dalfesztiválon. A dalt Mony Marc adta elő francia nyelven.
A dal az április 15-én tartott belga nemzeti döntőn nyerte el az indulás jogát. Az 1956-os versenyen rendhagyó módon mindegyik ország két dallal vett részt. A másik belga induló Fud Leclerc Messieurs les noyés de la Seine című dala volt.
A dal a francia sanzonok stílusában íródott, melyben az énekes az esküvőjéről, mint élete legszebb napjáról beszél.
A május 24-én rendezett döntőben a fellépési sorrendben tizedikként adták elő, a svájci Lys Assia Refrain című dala után és a német Freddy Quinn So geht das jede Nacht című dala előtt.
Az 1956-os verseny volt az egyetlen, ahol nem tartottak nyílt szavazást, hanem a szavazatok összesítése utána a zsűri elnöke bejelentette, hogy melyik dal végzett az első helyen. Így nem lehet tudni, hogy milyen eredményt ért el a dal a szavazás során, azon kívül, hogy nem nyert.

## Külső hivatkozások
- Dalszöveg
- YouTube videó: A Le plus beau jour de ma vie című dal előadása a luganói döntőben